# 赖因哈德·文德穆特
赖因哈德·文德穆特（德語：Reinhard Wendemuth，1948年1月1日—），德国男子赛艇运动员。他曾代表西德参加世界赛艇锦标赛，获得一枚铜牌。他也曾参加1972年和1976年夏季奥林匹克运动会。